# Турската куля
Кромлехът в местността Турската куля, Смолянско, Община Баните е древно култово мегалитно съоръжение, най-западно разположеното съоръжение от подобен тип в Западните Родопи.
Местността е разположена на 1,5 километра северно от махала Бъчвата на село Планинско край границата на Община Баните с Община Асеновград (област Пловдив) – между нейните села Мостово (на 2 км западно) и Бор (на 1,7 км източно).

## История
Археологическият обект е открит в рамките на теренно проучване от доц. д-р Иван Христов през 2007 г.
Датировката на мегалитното съоръжение е отнесена най-общо към първата половина на І хил. пр. Хр.

## Описание
Мегалитният обект е разположен в близост до Тополовския проход по трасето на вододелния хребет. Местоположението му е на северната страна на върха Турската куля, където е изграден кромлехът с диаметър 15 m. За градежа са използвани масивни каменни блокове с правоъгълна форма, побити в земята около ниска скала. Най-добре запазена е западната страна на обекта, където са запазени десет от каменните блокове. Близо до центъра на съоръжението е открита керамика от I в. пр. Хр.
Каменният кръг е най-добре запазен от запад, където е документирана дъга с повече от 10 блока. Височината на камъните достига 0,80 m над повърхността.
Този обект, макар и регистриран при теренни обходи и непроучен посредством археологически разкопки, намира своите паралели с култови паметници в близко разположената източнородопска област. Най-близък по форма и разположение е кромлехът при с. Долни Главанак, област Хасково. Както при конкретния случай, така и при археологическия обект край с. Долни Главанак, се наблюдава вътрешен диаметър от 10 m, очертан от побити камъни с размери близки до описваните. Твърде вероятно е в дъгата от камъни да е била прекъсната от югоизток при кромлеха от м. Турската куля.
Несъмнено мегалитният обект е свързан с близките светилища (Белинташ; Ин кая; Хайдут кая, Къз кая (Момин камък) и Караджов камък)-
Светилищата в тази част на Родопа планина попадат в район, който е своеобразна граница на етнически територии в древността. Едната територия обхваща Източните Родопи, която е под владението на одрисите, а другата, към по-високите части на планината, в писмените извори се свързва с етнонима на тракийските племена сатри и беси. Според доц. Христов може да се приеме, че вододелният рид, водещ началото си от Тополовския проход на юг, е граница на разпространението на скалните трапецовидни ниши и специфични мегалитни паметници в Родопите.
Според инж. Любомир Цонев съоръжението би трябвало да се определя като мегалитоподобен каменен кръг, понеже не е образуван от забити в кръг раздалечени колоноподобни блокове-менхири, както при класическите кромлехи, а от забити вертикално в кръг огромни плочи, опиращи се по страничните си ръбове. 
Кромлехът не се поддържа и е обрасъл в паразитна растителност, но части от него се виждат над земята.